# Proces s buržoazními nacionalisty

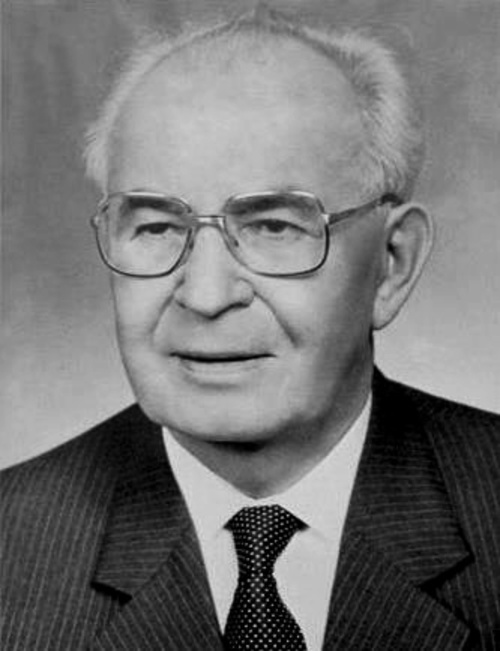
Gustáv Husák

Proces s buržoazními nacionalisty, oficiálně nazývaný proces s rozvratnou skupinou buržoazních nacionalistů na Slovensku byl vykonstruovaný politický proces s vysokými slovenskými komunistickými funkcionáři, propagandisticky označovanými za „buržoazní nacionalisty“, který navazoval na proces se Slánským.

## Proces
Proces s Gustávem Husákem a spol. se konal v dnech 21.–24. dubna 1954 před kolegiem Nejvyššího soudu Československa v Bratislavě. Při výslechu obžalovaných před senátem Nejvyššího soudu byli obžalovaní předvoláváni postupně. V první den hlavního líčení byl vyslechnut jen Gustáv Husák. Líčení druhého dne začalo Ladislavem Novomeským a pokračovalo odpoledne Danielem Okálim. Třetí a poslední den líčení soud přistoupil k výslechu obviněných Ladislava Holdoše s Ivanem Horváthem a následně k závěrečným řečem a vyhlášení rozsudku. Nejvyšší soud vynesl rozsudek v trestní věci rozvratné skupiny buržoazních nacionalistů na Slovensku dne 24. dubna 1954.

## Obvinění
Jedním z faktických důvodů zařazení obviněných byl spor slovenských komunistů a sboru pověřenců s ministrem vnitra Václavem Noskem na přelomu let 1950 a 1951. Stíhání obviněných navazovalo na proces se Slánským, který iniciovalo vedení Sovětského svazu po roztržce Tita se Stalinem v roce 1948.
Mezi hlavní protistátní činy skupiny prokurátoři na rozdíl od židovských členů Komunistické strany Československa obviněných v procesu se Slánským z podpory Izraele, a tedy jejich podpory sionismu jako formy specifického židovského nacionalismu, v tomto procesu zařadili obvinění ze slovenského nacionalismu. Ten byl jako jakýkoli jiný nacionalismus vnímán jako ideologie v rozporu se státní ideologií marxismu-leninismu. Jejich termín buržoazní nacionalismus byl v propagandě vnímán jako očerňující pojem, který se snažil ve veřejnosti vzbudit odpor v rámci ideologického boje se západními kapitalistickými státy studené války a zároveň s reminiscencí na slovenský režim za druhé světové války. Obvinění se týkala působení členů v Komunistické straně Slovenska ve třech fázích. Z období války, z let 1945–1948 a činnosti po roce 1948. Jedním z citovaných příkladů jejich konání bylo z pozic pověřenců vnitra např. ponechání bývalých četníků Slovenského státu na pozicích Sboru národní bezpečnosti po roce 1945.
Faktický význam za obviněním termínem buržoazního nacionalismu byla různá provinění, jako byla zejména přílišná podpora slovenských komunistických funkcionářů pro vysídlení maďarského obyvatelstva ze Slovenska v období po roce 1946, která skončila výměnou obyvatelstva mezi Československem a Maďarskem a spoluprací v rámci třetí republiky do roku 1948 s nekomunistickými stranami na Benešových dekretech. Tedy jako spolupráce s buržoazií před rokem 1948, na Slovensku reprezentována především Demokratickou stranou. Citované prohřešky obsahovaly např. omezení výuky maďarských škol po roce 1945. Toto obvinění bylo zčásti výsledkem tlaku maďarských komunistů Maďarské strany pracujících v Sovětském svazu po procesu s Lázsló Rajkem, vykládáno jako omezení lidských práv československých Maďarů a prohřešení proti proletářskému internacionalismu. 
Dalším významem termínu buržoazní nacionalismus byl přikládán odporu proti uspořádání tehdejšího československého státu po roce 1948 uvnitř Komunistické strany Slovenska. Tento odpor byl především reprezentován skupinou okolo Gustáva Husáka, který zastával již od roku 1939 fakticky federalistický postoj, jehož modelem bylo uspořádání federativní Jugoslávie po roce 1945. To byl pro prokuraturu do oka bijící projev titoismu, v té době největší nepřátelské ideologie stalinistického Sovětského svazu. Tento postoj byl též označován jako protičeský proti autoritě vedení ÚV KSČ a přirovnáván k ľuďáckým postojům z dob Slovenského štátu.

## Tresty
Obžalovaní byli odsouzeni k vysokým trestům: Gustáv Husák (hlavní obžalovaný procesu, doživotí), Ivan Horváth (22 let), Daniel Okáli (18 let), Ladislav Holdoš (13 let) a Ladislav Novomeský (10 let). 

## Rehabilitace
V 60. letech byl proces přešetřován rehabilitačními komisemi, nejprve Kolderovou (1962–1963), posléze barnabitskou (1963) a rozsudky byly zrušeny. Husák se později dokonce stal prezidentem Československa.